# Radíkov
Radíkov (in tedesco Radelsdorf) è un comune della Repubblica Ceca facente parte del distretto di Přerov, nella regione di Olomouc.